# Association des Radio Amateurs Ivoiriens
Die Association des Radio Amateurs Ivoiriens (ARAI), deutsch „Verband der ivorischen Funkamateure“, ist die nationale Vereinigung der Funkamateure in der Elfenbeinküste.
Zweck ist die Förderung, der Schutz und die Verbreitung des Amateurfunks in der Elfenbeinküste, in Afrika und der Welt.
Die ARAI ist Mitglied in der International Amateur Radio Union (IARU Region 1), der internationalen Vereinigung von Amateurfunkverbänden, und vertritt dort die Interessen der Funkamateure des Landes.